# Reggenza di Tanjung Jabung Orientale
La reggenza di Tanjung Jabung Orientale (in indonesiano: Kabupaten Tanjung Jabung Timur) è una reggenza dell'Indonesia, situata nella provincia di Jambi.
Il capoluogo della reggenza è Muara Sabak.